# Hoge Militaire Vierschaar
De Hoge Militaire Vierschaar was een militair hooggerechtshof in de Bataafse Republiek en het Koninkrijk Holland. Het werd op 5 oktober 1799 ingesteld als permanent college voor de hoge militaire rechtspraak over de landmacht.

## Eerste Hoge Militaire Vierschaar (1799-1802)
De eerste Hoge Militaire Vierschaar bestond uit vijf hoofdofficieren. De vijf leden van de Vierschaar werden op voorstel van de Agent van Oorlog door het Uitvoerend Bewind aangesteld voor een periode van twee jaar.  Ze moesten in actieve dienst zijn en de oudste officier was president.
In 1799 bestond de organisatie uit genoemde vijf leden, een griffier, een drossaard, een kamerbewaarder, een deurwaarder, vier hellebaardiers  en 's lands fiscaal, die overigens geen adviserende stem had.
De Hoge Militaire Vierschaar werd ontbonden op 19 juli 1802.

## Tweede Hoge Militaire Vierschaar (1802-1810)
In 1802 werd de eerste Militaire Vierschaar vervangen door een tweede Hoge Militaire Vierschaar, die niet alleen recht sprak over de landmacht maar waarin ook de Hoge Zeekrijgsraad werd opgenomen, zodat voortaan over alle militairen recht gesproken werd. Deze Vierschaar was actief van 19 juli 1802 tot 16 juli 1810. Lambertus Julius Vitringa werd president. Hij werd door twee advocaten-fiscaal bijgestaan: de ene over de militie, de andere over de zeemacht. Secretaris waren Philippus Carolus Hage en Cornelis Adriaan Mollerus.

### Veroordelingen
- 1804:  Samuel Story, kapitein Dirk Hendrik Kolff, Theodorus Frederik van Capellen en Aegidius van Braam werden uit Nederland verbannen n.a.v. het Vlieter-incident.
- 1807: Stewart John Bruce